# Giancarlo Judica Cordiglia
Giancarlo Judica Cordiglia (født 30. september 1971) er en italiensk skuespiller.